# Governo Federal Klima
28 de Janeiro de 1997 - 4 de Fevereiro de 2000
| Ministério Federal                                              | Ministro           | Partido      | Secretário da República      |
| Ofício do Chanceler Federal                                     | Viktor Klima       | SPÖ          | Peter Wittmann (SPÖ)         |
| Ofício do Vice-chanceler e Ministério dos Negócios Estrangeiros | Wolfgang Schüssel  | ÖVP          | Benita Ferrero-Waldner (ÖVP) |
| Ministério do Trabalho, Saúde e Solidariedade Social            | Eleonora Hostasch  | SPÖ          |                              |
| Ministério das Finanças                                         | Rudolf Edlinger    | SPÖ          | Wolfgang Ruttenstorfer (SPÖ) |
| Ministério das Mulheres e Proteção dos Consumadores             | Barbara Prammer    | SPÖ          |                              |
| Ministério dos Negócios Interiores                              | Karl Schlögl       | SPÖ          |                              |
| Ministério da Justiça                                           | Nikolaus Michalek  | independente |                              |
| Ministério da Agricultura e Silvicultura                        | Wilhelm Molterer   | ÖVP          |                              |
| Ministério da Defesa Nacional                                   | Werner Fasslabend  | ÖVP          |                              |
| Ministério do Ambiente, Juventude e Família                     | Martin Bartenstein | ÖVP          |                              |
| Ministério da Educação e Cultura                                | Elisabeth Gehrer   | ÖVP          |                              |
| Ministério da Economia                                          | Johann Farnleitner | ÖVP          |                              |
| Ministério da Ciência e Tráfego                                 | Caspar Einem       | SPÖ          |                              |